# فرودگاه لی گیملر مموریال
فرودگاه لی گیملر مموریال (به انگلیسی: Lee Gilmer Memorial Airport) یک فرودگاه همگانی بهره‌برداری هوایی با کد یاتا GVL است که یک باند فرود آسفالت دارد و طول باند آن ۱۶۷۶ متر است. این فرودگاه در کشور ایالات متحده آمریکا قرار دارد و در ارتفاع ۳۸۹ متری از سطح دریا واقع شده است.